# Línea 56 (Buenos Aires)
La línea 56 es una línea de colectivos del Área metropolitana de Buenos Aires. Une el barrio porteño de Retiro con la Estación Plaza de los Virreyes-Eva Perón de la línea E del Subte de Buenos Aires en el barrio de Flores, y con las localidades de Tapiales y Ciudad Evita, en el Partido de La Matanza, en la Zona Oeste del conurbano bonaerense. 
Esta línea es operada por la empresa Transportes Lope de Vega S.A.C.I., que pertenece al Grupo DOTA, la cual también posee el control sobre las líneas 76, 91 y 135.
En 2019, se adhirió junto a la línea 92, de un paro general contra la Unión Tranviarios Automotor (UTA), dejando miles de pasajeros sin servicio.

## Recorridos

### Ciudad Evita-Retiro
- IDA: Desde M. M. de Güemes y El Cisne, por M. M. de Güemes, El Benteveo, El Tala, El Benteveo, El Charrúa, Migueletes, Av. Monseñor R. Bufano, Pilcomayo, Castro Barros, Galván, J. C. Campion, Moctezuma, José Alico, Gorriti, Los Nogales, Arozarena, Curapaligüe, Camino de la Virgen María (Colectora norte Autop. Tte. Gral. Ricchieri), Strangford (Colectora sur Autop. Tte. Gral. Ricchieri), Av. Gral. San Martín, Unanué, Olavarría, Strangford (Colectora sur Autop. Tte. Gral. Ricchieri), Autopista Tte. Gral. Pablo Ricchieri, Cruce Av. Gral. Paz, su continuación Av. Tte. Gral. Luis Dellepiane, Cafayate, Somellera, Larrazabal, Av. Tte. Gral. Luis Dellepiane (lateral Sur), Av. Lacarra, Av. Eva Perón, Emilio Mitre, Av. Directorio, Av. La Plata, México, 24 de noviembre, Av. Belgrano, Av. Entre Ríos, Hipólito Yrigoyen, Av. Paseo Colón, Av. de la Rábida, Av. Leandro N. Alem, San Martín, Av. Eduardo Madero, Av. Dr. José María Ramos Mejía, Av. Antártida Argentina, My A. Luisoni, T. Fels, Gendarmería Nacional, Rodolfo Walsh, Carlos H. Perette hasta Terminal de Ómnibus de Retiro.

- REGRESO: De estación Terminal de Ómnibus de Retiro por Av. Antártida Argentina, Av. Dr. José María Ramos Mejía, Av. del Libertador, su continuación Av. Leandro N. Alem, Av. Rivadavia, Bolívar, Av. de Mayo, Av. Rivadavia, Combate de los Pozos, Moreno, Gral. Urquiza, Av. Independencia, Av. La Plata, Av. Pedro Goyena, Del Barco Centenera, Av. Eva Perón, Av. Lacarra, Av. Tte. Gral. Luis Dellepiane (lateral norte), cruce Av. Gral. Paz, su continuación Autopista Tte. Gral. Pablo Richieri, Olavarría, Unanué, Boulogne Sur Mer, Camino de la Virgen María (Colectora norte Autop. Tte. Gral. Ricchieri), Ana M. Janer, Castro Barros, Pilcomayo, Av. Monseñor R. Bufano, Isabel La Católica, La Lampaya, El Benteveo, M. M. de Güemes hasta Rotonda de Ciudad Evita.

### Ciudad Evita-Retiro(servicio diferencial por autopista)
- IDA: Desde Rotonda de Ciudad Evita por M. Mi. de Güemes, El Benteveo, El Tala, El Benteveo, La Lampaya, Migueletes, lateral oeste Monseñor Rodolfo Bufano (Ruta provincial N.º 4 - Camino de Cintura) hasta Norberto de la Riestra, lateral este Monseñor Rodolfo Bufano (Ruta provincial N.º 4 - Camino de Cintura), Pilcomayo, Castro Barros, Galván, Juan C. Campion, Moctezuma, José Alicó, Gorriti, lateral norte Autopista Teniente General Pablo Ricchieri, Los Nogales, Arozarena, Curapaligüe, Camino de la Virgen María (lateral norte Autopista Teniente General Pablo Ricchieri), Strangford (lateral sur Autopista Teniente General Pablo Ricchieri), Av. General San Martín, Unanué, Olavarría, lateral sur Autopista Teniente General Pablo Ricchieri, Autopista Teniente General Pablo Ricchieri, cruce Av. General Paz, Autopista Teniente General Luis J. Dellepiane, lateral sur Autopista Teniente General Luis J. Dellepiane, Cafayate, Somellera, Larrazábal, lateral sur Autopista Teniente General Luis J. Dellepiane, Autopista Teniente General Luis J. Dellepiane, Autopista 25 de Mayo (AU 1), Catamarca, Constitución, Alberti, Av. Belgrano, Av. Entre Ríos, Hipólito Yrigoyen, Calzada Circular de Parque Colón, Av. Leandro N. Alem, San Martín, Av. Eduardo Madero, Av. Dr. José María Ramos Mejía, Av. Antártida Argentina, My A. Luisoni, T. Fels Gendarmería Nacional, Rodolfo Walsh, Carlos H. Perette, Terminal de Ómnibus de Retiro.

- REGRESO: De estación Terminal de Ómnibus de Retiro por Av. Antártida Argentina, Av. Dr. José María Ramos Mejía, Avenida del Libertador, su continuación Av. Leandro N. Alem, Av. Rivadavia, Bolívar, Av. de Mayo, Av. Rivadavia, Combate de los Pozos, Av. Belgrano, Lima, Autopista 25 de Mayo (AU 1), Autopista Teniente General Luis J. Dellepiane, bajada ESCALADA, lateral norte Autopista Teniente General Luis J. Dellepiane, ascendiendo a la misma a la altura de José Ignacio Rucci, Autopista Teniente General Luis J. Dellepiane, cruce Av. General Paz, Autopista Teniente General Pablo Ricchieri, lateral norte Autopista Teniente General Pablo Ricchieri, Olavarría, Unanué, Boulogne Sur Mer, De La Cooperación, lateral norte Autopista Teniente General Pablo Ricchieri, Ana María Janer, Castro Barros, Pilcomayo, Lino Lagos, Pilcomayo, lateral este Monseñor Rodolfo Bufano (Ruta provincial N.º 4 - Camino de Cintura), Monseñor Rodolfo Bufano (Ruta provincial N.º 4 - Camino de Cintura) hasta Estación Sánchez de Mendeville, lateral oeste Monseñor Rodolfo Bufano (Ruta provincial N.º 4 - Camino de Cintura), Isabel La Católica, La Lampaya, El Benteveo, El Tala, El Benteveo, Martín Miguel de Güemes hasta Rotonda de Ciudad Evita.

## Siniestros
- - Marzo de 2014: un practicante de la línea, fue asesinado de un disparo. Esto llevó a un paro general.[3][4]
  - Marzo de 2014: colisión de un interno de la línea con otro de la línea 115.[5]
  - Julio de 2024: colisión de un motociclista con una unidad de línea 56.